# Leandrão
Leandro Costa Miranda Moraes est un footballeur brésilien né le 18 juillet 1983.